# Конвектор
Конвектор — опалювальний прилад, у якому тепло від теплоносія чи нагрівального елемента розповсюджується у приміщення по принципу конвекції. Під час роботи конвектора нагрівальний елемент генерує гаряче повітря, яке у свою чергу надходить в приміщення через спеціальні металеві решітки.

## Загальна характеристика
Робота конвекторного обігрівача базується на простому фізичному явищі конвекції, згідно з ним тепле повітря демонструє властивість підніматися нагору, холодне — опускатися вниз. За рахунок природної циркуляції повітря відбувається обігрів об'єму приміщення, тобто холодне повітря затягується в нижні отвори конвектора, потім воно проходить через нагрівальні елементи, отримуючи при цьому тепло, потім під дією сили конвекції повітря починає рухатися вгору. На наступному етапі тепло від конвектора розповсюджується від стелі і до підлоги, при цьому втрачаючи температуру. Холодне повітря має більшу щільність і масу, в порівнянні з теплим, саме тому нагріте піднімається вгору, а після охолодження воно опускається до низу приміщення, воно знову проходить через решітку — і цикл повторюється. Як правило конвектори бувають електричного і газового живлення.
З плюсів конвектора відзначають: зручну форму та компактність, високу швидкість нагрівання, безшумність та екологічність. Серед мінусів: неможливість сушіння білизни на обігрівачі, оскільки верхні грати приладу завжди повинні бути вільними, а також його неефективність у приміщеннях з високими стелями. Також вагомим мінусом конвектора (як вже зазначалось вище) є його досить низька енергоефективність.

## Конструкція
Основним і головним елементом конвектора є нагрівальний елемент, що являє собою джерело тепла. Як правило, окрім джерела тепла, у конструкцію конвектора входить конвекційна камера (кожух, корпус), що має зверху жалюзі чи клапани. Тобто конвектор містить все необхідне, щоб запустити процес конвекції. Можуть застосовуватися наприклад системи контролю для автоматичного відключення конвектора при досягненні заданої користувачем температури.

## Електричний конвектор
В електроконвекторах нагрівання відбувається перетворенням електроенергії в тепло, за допомогою ТЕНа. Електричний конвектор як правило є портативним приладом, який отримує електроенергію від звичайної розетки та може переміщатися користувачем на будь-яке доступне місце. Електричний конвектор вирізняється низьким рівнем енергоефективності, наприклад для обігріву за допомогою електроконвектора 10 м2 площі необхідно витратити приблизно 1000 ват електроенергії, це значно більше ніж у таких сучасних видах обігрівачів як теплові насоси,  карбонові та графенові обігрівачі. Для опалювання квартири чи дому електроконвекторами в якості основного опалення треба значно перевантажити електричну мережу помешкання (квартири чи дому), це може призвести до аварійних ситуацій.

## Газовий конвектор
Газовий конвектор перетворює газ на теплову енергію. Фактично газовий конвектор відрізняється від електричного конструкцією нагрівального елемента та тим, що газовий конвектор як правило є стаціонарним приладом.
У газифікованих населених пунктах поширені газові конвектори, які встановлюються всередині приміщення на зовнішніх стінах, а назовні через стіну виводиться газохід, що містить у собі повітрозабірник і вихлопний канал. Як правило, газохід має коаксіальну конструкцію — труба у трубі.

## Див також
- Опалення
- Оливний (масляний) обігрівач
- Тепловентилятор
- Інфрачервоний обігрівач